# Кижский пролив
Кижский пролив — пролив в Онежском озере, разделяющий Заонежский полуостров и архипелаг Клименецких островов Кижских шхер. Административно относится к Медвежьегорскому району Республики Карелия. Находится в границах Кижского зоологического заказника.
Узкий (минимальная ширина — 100 метров) и в некоторых местах очень опасный для мореплавания. Длина пролива — 20 километров, наименьшая глубина на фарватере — 10 метров.
Фауна пролива в частности представлена налимом (одно из основных мест нереста в Онежском озере) и беззубкой утиной.
Кижский пролив является одним из наиболее высоко эвтрофированных участков Онежского озера. Индекс сапробности составляет 1,40-1,50.
По проливу организуются туристические рейсы из Петрозаводска на остров Кижи.